# 3 uur van Daytona 1963
De 3 uur van Daytona 1963 was de 2e editie van deze endurancerace. Het was tevens de laatste keer dat de race over 3 uur werd gehouden, de volgende edities werden vrijwel allemaal georganiseerd over 2000 kilometer of 24 uur. De race werd verreden op 17 februari 1963 op de Daytona International Speedway nabij Daytona Beach, Florida.
De race werd gewonnen door de North American Racing Team #18 van Pedro Rodríguez. De GT+5.0-klasse werd gewonnen door de Grady Davis #11 van Dick Thompson. De GT5.0-klasse werd gewonnen door de Shelby American #99 van Dave MacDonald. De GT2.0-klasse werd gewonnen door de Porsche #14 van Jo Bonnier. De GT1.6-klasse werd gewonnen door de Chuck Cassel #16 van Chuck Cassel. De GT1.3-klasse werd gewonnen door de Abarth #70 van Hans Herrmann. De GT4.0-klasse werd gewonnen door de B. S. Cunningham #32 van Augie Pabst. De GT2.5-klasse werd gewonnen door de Cannon Auto #52 van Tony Mannino.

## Race
Winnaars in hun klasse zijn vetgedrukt.
| Pos. | Klasse | No. | Team                       | Coureurs                      | Chassis                          | Ronden |
| ---- | ------ | --- | -------------------------- | ----------------------------- | -------------------------------- | ------ |
| 1    | GT3.0  | 18  | North American Racing Team | Pedro Rodríguez               | Ferrari 250 GTO                  | 81     |
| 2    | GT3.0  | 29  | John Mecom                 | Roger Penske                  | Ferrari 250 GTO                  | 81     |
| 3    | GT+5.0 | 11  | Grady Davis                | Dick Thompson                 | Chevrolet Corvette Sting Ray     | 78     |
| 4    | GT5.0  | 99  | Shelby American            | Dave MacDonald                | Shelby Cobra                     | 77     |
| 5    | GT2.0  | 15  | Porsche                    | Jo Bonnier                    | Porsche 356 B Carrera Abarth GTL | 77     |
| 6    | GT+5.0 | 5   | Dixie Motor                | Johnny Allen                  | Chevrolet Corvette Sting Ray     | 76     |
| 7    | GT2.0  | 14  | Porsche                    | Bob Holbert                   | Porsche 356 B Carrera Abarth GTL | 75     |
| 8    | GT1.6  | 16  | Chuck Cassel               | Chuck Cassel                  | Porsche 356 B Carrera Abarth GTL | 75     |
| 9    | GT1.3  | 70  | Abarth                     | Hans Herrmann                 | Abarth-Simca 1300 Bialbero       | 74     |
| 10   | GT4.0  | 32  | B. S. Cunningham           | Augie Pabst                   | Jaguar E-Type                    | 73     |
| 11   | GT1.6  | 77  | Bruce Jennings             | Bruce Jennings                | Porsche 356 B                    | 72     |
| 12   | GT2.0  | 77  | Brumos Porsche             | Bill Bencker                  | Porsche 356 B Carrera 2          | 71     |
| 13   | GT1.3  | 91  | Durant Swanson             | Ross Durant                   | Alfa Romeo Giulietta SZ          | 68     |
| 14   | GT1.6  | 82  | John Norwood               | Charlie Kolb                  | Porsche 356 B Carrera            | 66     |
| 15   | GT2.0  | 22  | North American Racing Team | Fireball Roberts John Cannon  | Ferrari 250 GTO                  | 65     |
| 16   | GT1.3  | 48  | William Story              | William Story Ray Heppenstall | Lotus Elite                      | 64     |
| 17   | GT2.5  | 52  | Cannon Auto                | Tony Mannino                  | Triumph TR3                      | 62     |
| 18   | GT2.5  | 43  | Cannon Auto                | Dana Kelder                   | Triumph TR3                      | 62     |
| 19   | GT1.6  | 33  | John Hill                  | John Hill                     | MGA Twin-Cam                     | 62     |
| 20   | GT2.5  | 59  | Cannon Auto                | George Cornelius              | Triumph TR3                      | 59     |
| 21   | GT3.0  | 26  | David Piper                | David Piper                   | Ferrari 250 GTO                  | 58     |
| 22   | GT+5.0 | 19  | Tony Denman                | Tony Denman                   | Chevrolet Corvette               | 57     |
| 23   | GT5.0  | 97  | Shelby American            | Skip Hudson                   | Shelby Cobra 260 Mk.I            | 54     |
| 24   | GT1.6  | 46  | Chuck Cassel               | Mike Kurkjian                 | Porsche 356 B Carrera            | 52     |
| 25   | GT1.3  | 83  | John Norwood               | Paul Richards                 | Alfa Romeo Giulietta SZ          | 50     |
| 26   | GT1.3  | 62  | Jesse Emerson              | Charlie Mathis                | Alfa Romeo Giulietta SZ          | 38     |
| DSQ  | GT4.0  | 31  | B. S. Cunningham           | Walt Hansgen                  | Jaguar E-Type                    | 75     |
| DNF  | GT1.3  | 71  | Abarth                     | Mauro Bianchi                 | Abarth-Simca 1300 Bialbero       | 49     |
| DNF  | GT5.0  | 98  | Shelby American            | Dan Gurney                    | Shelby Cobra 260 Mk.I            | 48     |
| DNF  | GT2.0  | 63  | Russell Beazell            | Jere Mosiman                  | TVR Grantura                     | 46     |
| DNF  | GT+5.0 | 10  | Grady Davis                | Don Yenko                     | Chevrolet Corvette               | 44     |
| DNF  | GT+5.0 | 4   | Mickey Thompson            | Bill Krause                   | Chevrolet Corvette Sting Ray     | 41     |
| DNF  | GT+5.0 | 17  | Nickey Chevrolet           | Bob Johnson                   | Chevrolet Corvette               | 41     |
| DNF  | GT+5.0 | 1   | Ed Cantrell                | Ed Cantrell                   | Chevrolet Corvette               | 32     |
| DNF  | GT+5.0 | 6   | Dixie Motor                | Jef Stevens                   | Chevrolet Corvette               | 28     |
| DNF  | GT+5.0 | 7   | Alan Green                 | Jerry Grant                   | Chevrolet Corvette               | 26     |
| DNF  | GT+5.0 | 3   | Mickey Thompson            | Doug Hooper                   | Chevrolet Corvette Sting Ray     | 14     |
| DNF  | GT+5.0 | 9   | Ralph Salyer               | Ralph Salyer                  | Chevrolet Corvette               | 6      |
| DNF  | GT3.0  | 25  | Rosebud Racing Team        | Innes Ireland                 | Ferrari 250 GTO                  | 4      |
| DNF  | GT+5.0 | 50  | Ray Nichels                | Paul Goldsmith                | Pontiac Tempest                  | 3      |
| DNF  | GT+5.0 | 41  | Bob Brown                  | Bob Brown                     | Chevrolet Corvette               | 2      |
| DNF  | GT2.0  | 42  | Tom Kneebone               | Tom Kneebone                  | AC Ace                           | 1      |
| DNS  | GT+5.0 | 8   | Dick Lang                  | Dick Lang                     | Chevrolet Corvette               | 0      |
| DNS  | GT+5.0 | 12  | Delmo Johnson              | Delmo Johnson                 | Chevrolet Corvette               | 0      |
| DNS  | GT+5.0 | 35  | Bill Eve                   | Don Evans                     | Chevrolet Corvette               | 0      |

1962 · 1963 · 1964 · 1965 · 1966 · 1967 · 1968 · 1969 · 1970 · 1971 · 1972 · 1973 · 1974 · 1975 · 1976 · 1977 · 1978 · 1979 · 1980 · 1981 · 1982 · 1983 · 1984 · 1985 · 1986 · 1987 · 1988 · 1989 · 1990 · 1991 · 1992 · 1993 · 1994 · 1995 · 1996 · 1997 · 1998 · 1999 · 2000 · 2001 · 2002 · 2003 · 2004 · 2005 · 2006 · 2007 · 2008 · 2009 · 2010 · 2011 · 2012 · 2013 · 2014 · 2015 · 2016 · 2017 · 2018 · 2019 · 2020 · 2021 · 2022 · 2023 · 2024 · 2025